# 澳門脈搏
《澳門脈搏》 （Pulso de Macau）是在澳門出版的中文周報之一，1988年4月20日創刊，前身為何思謙議員辦事處創辦的《澳門脈搏月刊》。1990年3月改為周報，逢周五出版，每期四版。報章內容包括政治、敎育、文化評論。1995年發行量為2400份。

## 外部連結
- 官方网站